# Endeavour (ônibus espacial)
O Endeavour é o quinto e mais recente ônibus espacial construído pela NASA. A sua construção começou em 1987 com o objetivo de substituir o Challenger, destruído durante um acidente em 1986. Peças sobressalentes das estruturas do  Discovery e do Atlantis foram usadas na sua construção. A decisão de construir o Endeavour foi preferida à alternativa de reaparelhar o Enterprise porque o custo era menor. 

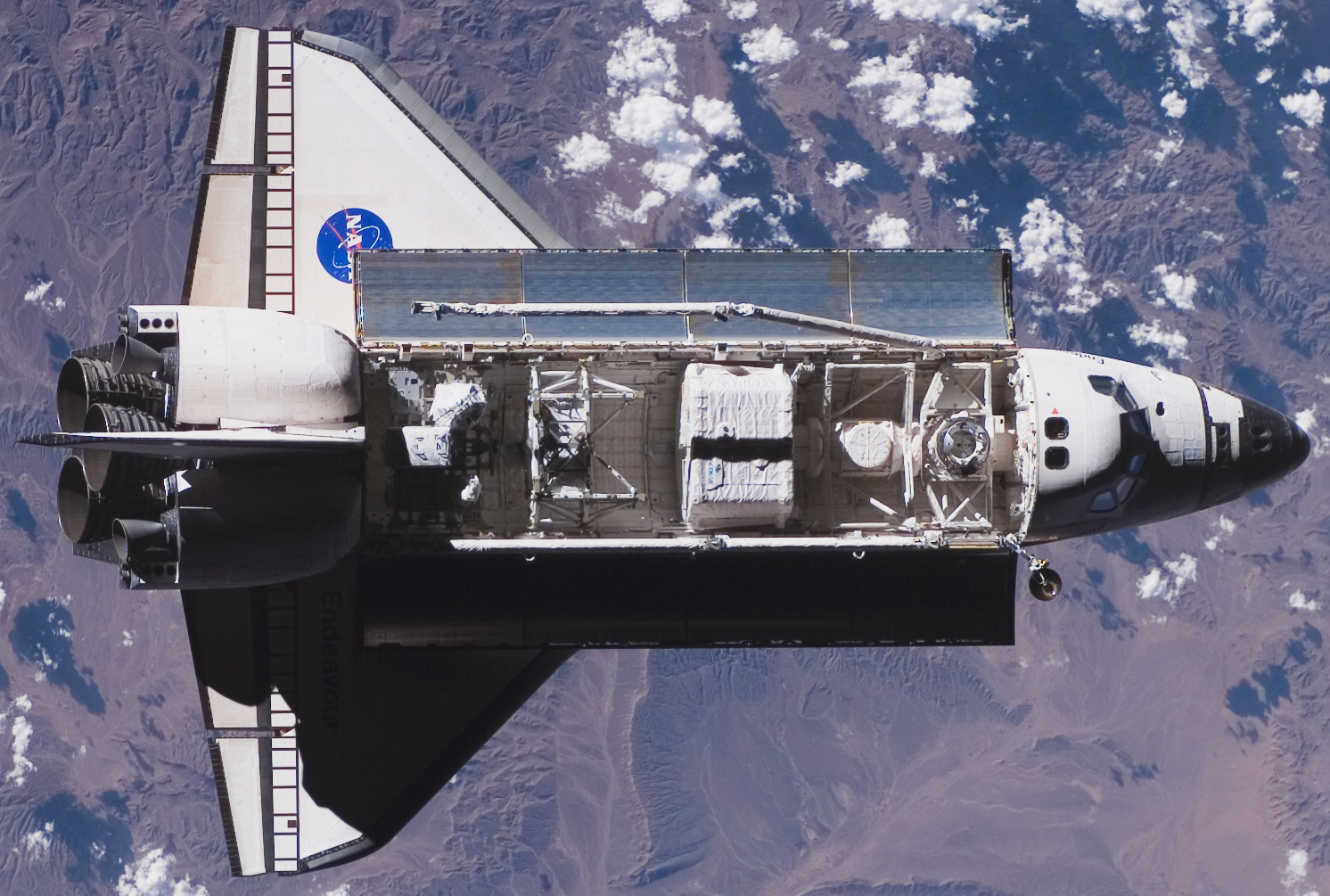
O Endeavour visto da Estação Espacial Internacional.

O Endeavour foi lançada pela primeira vez em 1992 e teve como primeira missão interceptar e relançar um satélite que saíra da rota padrão. Em 1993 fez sua primeira missão de serviço ao Telescópio Espacial Hubble. O Endeavour saiu de serviço por oito meses em 1997 para reajustes, incluindo a instalação de uma nova escotilha pressurizada. Em dezembro de 1998, ela entregou o módulo da Estação Espacial Internacional.
O nome do vaivém espacial Endeavour foi dado em homenagem ao navio Endeavour comandado pelo navegador inglês James Cook na sua viagem de exploração do oceano Pacífico no século XVIII. O nome também é uma homenagem a outro Endeavour, o módulo de comando da Apollo 15.  
Atualmente encontra-se em exposição no California Science Center, em Los Angeles.  

## Tabela de voos realizados
Até fevereiro de 2003, o ônibus espacial Endeavour tinha feito dezenove voos, passou 206 dias no espaço e completou 3 259 órbitas ao redor da Terra. Seu último voo ocorreu em novembro de 2002, sendo posteriormente retirado de serviço para seu aperfeiçoamento e atualização de sua aviónica e de sua fuselagem, para uma maior segurança dos voos.
| Ano  | Dia             | Designação | descrição                                                                           |
| ---- | --------------- | ---------- | ----------------------------------------------------------------------------------- |
| 1992 | 7 de maio       | STS-49     | Captura e relançamento do Intelsat VI                                               |
| 1992 | 12 de setembro  | STS-47     | missão J ao Spacelab                                                                |
| 1993 | 13 de janeiro   | STS-54     | lançamento do TDRS-F                                                                |
| 1993 | 21 de junho     | STS-57     | testes do Spacelab. Recuperação do European Retrievable Carrier                     |
| 1993 | 2 de dezembro   | STS-61     | Primeira missão de serviço ao Telescópio Espacial Hubble                            |
| 1994 | 9 de abril      | STS-59     | testes do Space Radar Laboratory                                                    |
| 1994 | 30 de setembro  | STS-68     | testes do Space Radar Laboratory                                                    |
| 1995 | 30 de março     | STS-67     | testes do Spacelab Astro-2                                                          |
| 1995 | 7 de setembro   | STS-69     | teste                                                                               |
| 1996 | 11 de janeiro   | STS-72     | Recuperação de uma Unidade de Voo Espacial japonesa                                 |
| 1996 | 19 de maio      | STS-77     | testes do Spacelab                                                                  |
| 1998 | 22 de janeiro   | STS-89     | acoplagem com a Estação espacial Mir e troca de astronautas                         |
| 1998 | 4 de dezembro   | STS-88     | missão de montagem de parte da Estação Espacial Internacional                       |
| 2000 | 11 de fevereiro | STS-99     | teste em missão de topografia e radar                                               |
| 2000 | 30 de novembro  | STS-97     | missão de montagem de parte da Estação Espacial Internacional                       |
| 2001 | 19 de abril     | STS-100    | missão de montagem de parte da Estação Espacial Internacional                       |
| 2001 | 5 de dezembro   | STS-108    | acoplagem na Estação Espacial Internacional e troca de astronautas                  |
| 2002 | 5 de junho      | STS-111    | acoplagem na Estação Espacial Internacional e troca de astronautas                  |
| 2002 | 23 de novembro  | STS-113    | missão de montagem a Estação Espacial Internacional e troca de astronautas          |
| 2007 | 8 de agosto     | STS-118    | missão de montagem a Estação Espacial Internacional                                 |
| 2008 | 11 de março     | STS-123    | Acoplagem do ELM-PS e o Dextre                                                      |
| 2008 | 15 de novembro  | STS-126    | Conserto dos painéis solares, adaptações na ISS                                     |
| 2009 | 15 de julho     | STS-127    | Montagem da ISS 2J/A: JEM Exposed Facility (EF) e JEM ELM ES                        |
| 2011 | 16 de maio      | STS-134    | Montagem a ISS EXPRESS Logistics Carrier 3 (ELC3) e o Espectrômetro Magnético Alpha |